# (156) Xantipa
Xanthippe és l'asteroide núm. 156 de la sèrie. Fou descobert el 22 de novembre del 1875 des de Pula per Johann Palisa (1848-1925). És un asteroide gran, i extremadament fosc, del cinturó principal compost principalment per carboni. El seu nom es deu a Xantipa, l'esposa del filòsof grec Sòcrates. Aquest nom fou triat per Amàlia Palisa, l'esposa del descobridor de l'asteroide.